# 한신 본선
한신 본선(일본어: 阪神本線)은 오사카부 오사카시 기타구의 우메다역과 효고현 고베시 주오구의 모토마치역을 잇는 한신 전기 철도의 철도 노선이다.

## 개요
개통은 1905년으로 오래되었으며, 일본의 도시간 전기 철도의 선구라고 할 수 있는 노선이다. 오사카와 고베를 잇는 철도 노선은 한큐와 JR도 있으나, 이 노선은 그 중에서도 가장 바다와 가깝고, 역 수도 가장 많다. 기본적으로는 지상 또는 고가 선로로 구성되어 있으나, 기점측의 우메다 - 후쿠시마 구간과 종점측의 이와야 - 모토마치 구간은 지하로 이루어져 있다. 혼잡 지역을 지나기 때문에 고가화 공사 전력을 다하고 있으며, 전술한 지하 구간을 포함해 우메다부터 무코가와 동쪽까지의 약 12km는 사업이 완료되었다. 따라서 이 구간에는 건널목이 없는 것이 특징이다(역 구내의 역무원 전용 통로를 제외). 현재 2015년부터 2016년까지의 완공을 목표로, 무코가와 - 고시엔 구간과 아시야 - 우오자키 구간에서 고가화 사업이 진행되고 있으며, 이것이 완성되면 선내에는 건널목이 있는 평지 구간은 아시야 구와 고베 시 나다 구만 남게 된다.
노선 부설의 경위로부터 선형은 그리 좋지 못해, 경쟁중인 JR이나 한큐의 속달 열차에 비해서 소요 시간 측면에서는 상당히 어려운 모습을 보이고 있다. 평균 폐색구간의 간격은 일본의 오테 사철중에서는 가장 짧은 240m로, 속도가 서로 다른 여러 종류의 열차가 운행되고 있다.

## 운행 형태
| 역명 | 구급 | 급행 | 쾌급                | 구특 | 특급 | 직 특 |
| --- | ---- | ---- | ------------------- | ---- | ---- | ----- |
| 우메다 | ●    | ●    | 긴테쓰 나라 선 직통 | ●    | ●    | ●     |
| 후쿠시마 | ●    | ｜   | 긴테쓰 나라 선 직통 | ↑    | ｜   | ｜    |
| 노다 | ●    | ●    | 긴테쓰 나라 선 직통 | ↑    | ｜   | ｜    |
| 요도가와 | ｜   | ｜   | 긴테쓰 나라 선 직통 | ↑    | ｜   | ｜    |
| 히메지마 | ｜   | ｜   | 긴테쓰 나라 선 직통 | ↑    | ｜   | ｜    |
| 지부네 | ●    | ｜   | 긴테쓰 나라 선 직통 | ↑    | ｜   | ｜    |
| 구이세 | ｜   | ｜   | 긴테쓰 나라 선 직통 | ↑    | ｜   | ｜    |
| 다이모쓰 | ｜   | ｜   | ｜                  | ↑    | ｜   | ｜    |
| 아마가사키 | ●    | ●    | ●                   | ↑    | ●    | ●     |
| 데야시키 | ｜   | ｜   | ｜                  | ↑    | ｜   | ｜    |
| 아마가사키 센터풀마에 | ｜   | ｜   | ｜                  | ↑    | ｜   | ｜    |
| 무코가와 | ●    | ●    | ▲                   | ↑    | ｜   | ｜    |
| 나루오 | ●    | ｜   | ｜                  | ↑    | ｜   | ｜    |
| 고시엔 | ●    | ●    | ●                   | ●    | ●    | ▲     |
| 구스가와 |      | ｜   | ｜                  | ↑    | ｜   | ｜    |
| 이마즈 | ●    | ▲    | ●                   | ｜   | ｜   |       |
| 니시노미야 | ●    | ●    | ↑                   | ●    | ●    |       |
| 고로엔 |      | ｜   | ●                   | ｜   | ｜   |       |
| 우치데 | ｜   | ●    | ｜                  | ｜   |      |       |
| 아시야 | ▲    | ●    | ●                   | ●    |      |       |
| 후카에 | ｜   | ●    | ｜                  | ｜   |      |       |
| 오기 | ｜   | ●    | ｜                  | ｜   |      |       |
| 우오자키 | ●    |      | ●                   | ●    |      |       |
| 스미요시 | ｜   | ｜   | ｜                  |      |      |       |
| 미카게 | ｜   | ●    | ●                   |      |      |       |
| 이시야가와 | ｜   | ｜   | ｜                  |      |      |       |
| 신자이케 | ｜   | ｜   | ｜                  |      |      |       |
| 오이시 | ｜   | ｜   | ｜                  |      |      |       |
| 니시나다 | ｜   | ｜   | ｜                  |      |      |       |
| 이와야 | ｜   | ｜   | ｜                  |      |      |       |
| 가스가노미치 | ｜   | ｜   | ｜                  |      |      |       |
| 산노미야 | ●    | ●    | ●                   |      |      |       |
| 모토마치 |      | ●    | ●                   |      |      |       |
| 범례 - ▲ = 일부 열차만 정차 - △ = 임시 열차일 경우에만 정차 - ↑ = 상행 구간특급 통과역 - 구급 = 구간급행 - 쾌급 = 쾌속급행 - 구특 = 구간특급 - 직특 = 직통특급 |      |      |                     |      |      |       |

타사와의 직통 운전이 이루어지고 있으며, 고베 측에서는 1968년부터 고베 고속 철도 도자이 선에 입선하여 고베 시를 횡단해, 반대쪽에서 이어지는 산요 전기 철도 본선(이하 산요 방면)과도 상호 직통 운전을 하고 있다. 이 경우에 열차 종별은 직통특급 또는 특급등의 상위 열차 종별에 한정하고, 속달성을 확보하고 있다. 또한, 산노미야 - 모토마치 구간은 산요 전기 철도의 S특급과 보통이 입선하여 운행하고 있다. 또한, 이 열차들은 오사카 측에서는 아마가사키 역에서 분기되는 한신 난바 선을 거쳐 긴테쓰(이하 긴테쓰 방면)와도 상호 직통 운전을 하고 있다. 마지막으로, 한신 난바 선을 거쳐 긴테쓰 특급이 이 노선을 거쳐 산요 방면으로 연장 운행하는 계획이 있다. 다만, 예정으로는 정기 열차는 아니며, 단체 임시열차로써 운행할 계획이다.
하나의 노선으로써는 열차 종별이 굉장히 많은데다가, 타사 노선과의 직통 운전때문에 다이어가 굉장히 복잡하다. 또한, 이 열차종별은 상하 관계가 없어, 일부 하위 종별은 상위 종별이 정차하는 역을 통과하는 경우도 있다(통칭 지도리 정차). 시간대에 따라서는 정차역이 다른 열차가 많이 운행되어, 부정 이용자가 나타나는 등의 결점이 있다.
차량은 4량 1편성이나 6량 1편성으로 구성되어 있으며, 오테 사철의 주요 노선으로써는 가장 짧은 축에 속한다. 자사의 한신 난바 선에는 이것보다 긴 편성의 열차가 운행하나, 본선에 직통하는 열차는 아마가가키 역에서 편성의 일부를 분할하여 운행한다. 또한, 차량은 특급이나 급행등으로 사용되는 아카도샤(일본어: 赤胴車, ja)와 빠른 가속 성능을 구비한 보통에 한정하여 사용되는 제트카(일본어: ジェットカー, ja)의 두 종류가 있다.
시간당 각 구간별의 종별 운행 횟수는 아래와 같다.
| 종별＼역명 | 종별＼역명 | 우메다                            | …                                 | 아마가사키                        | 아마가사키                        | …                                 | 니시노미야                        | 니시노미야                        | …                                 | 산노미야                          | 산노미야                          | 모토마치                          | 직통 목적지   | 운행 횟수 |
| ---------- | ---------- | --------------------------------- | --------------------------------- | --------------------------------- | --------------------------------- | --------------------------------- | --------------------------------- | --------------------------------- | --------------------------------- | --------------------------------- | --------------------------------- | --------------------------------- | ------------- | --------- |
| 운행 범위  | 직통특급   |                                   |                                   |                                   |                                   |                                   |                                   |                                   |                                   |                                   |                                   |                                   | 산요 히메지   | 2회       |
| 운행 범위  | 직통특급   | (산노미야·산요스마 구간 각역정차) | (산노미야·산요스마 구간 각역정차) | (산노미야·산요스마 구간 각역정차) | (산노미야·산요스마 구간 각역정차) | (산노미야·산요스마 구간 각역정차) | (산노미야·산요스마 구간 각역정차) | (산노미야·산요스마 구간 각역정차) | (산노미야·산요스마 구간 각역정차) | (산노미야·산요스마 구간 각역정차) | (산노미야·산요스마 구간 각역정차) | (산노미야·산요스마 구간 각역정차) | 산요 히메지   | 2회       |
| 운행 범위  | 특급       |                                   |                                   |                                   |                                   |                                   |                                   |                                   |                                   |                                   |                                   |                                   | 스마우라 공원 | 2회       |
| 운행 범위  | 쾌속급행   | 긴테쓰 나라←                      | 긴테쓰 나라←                      | 긴테쓰 나라←                      |                                   |                                   |                                   |                                   |                                   |                                   |                                   |                                   |               | 3회       |
| 운행 범위  | 급행       |                                   |                                   |                                   |                                   |                                   |                                   |                                   |                                   |                                   |                                   |                                   |               | 3회       |
| 운행 범위  | 급행       |                                   |                                   |                                   |                                   |                                   |                                   |                                   |                                   |                                   |                                   | 3회                               |               |           |
| 운행 범위  | 보통       |                                   |                                   |                                   |                                   |                                   |                                   |                                   |                                   |                                   |                                   |                                   | 고속 고베     | 6회       |

### 직통특급
1998년에 설정된 종별로 특급이라고 줄여 이르는 경우가 많다. 이 노선 내의 정차역은 한신 특급과 기본적으로 같으나, 최상위의 종별로 취급되고 있다. 승차권으로만 승차할 수 있다.
종일 운전되며, 낮 중에는 10분에서 20분에 한 편 정도가 운전된다. 기본적으로는 모든 열차가 산요 방면으로 직통하며, 우메다 - 산요 히메지 구간에서 운행되나, 일부 열차는 산요 전기 철도측의 시발·종착역이 히가시후타미로 설정되어 있으며, 한신 전기 철도측의 일부 시발·종착역이 우메다 역이 아닌 경우도 있다. 차량은 한신과 산요의 6량 편성 열차가 사용된다.

### 특급 (한신 특급)
평일 아침의 러시 아워 시간대를 제외한 시간대와 토요일 및 공휴일에 종일 운전되는 종별로, 본선의 전 구간에서 통과 운전을 하고 있는 직통특급과 함께 본선의 최상위의 종별을 구성한다.
이 종별도 기본적으로는 모든 열차가 산요 방면으로 직통하나, 직통특급과는 달리 산요 전기 철도 본선 내에서의 종착역은 스마우라 공원역으로 되어 있으며, 산요 전기 철도 본선 내에서는 각역정차한다는 점이 다르다. 차량도 대부분이 한신의 차량이며, 산요의 차량을 사용하는 경우는 거의 없다. 한편, 이른 아침이나 심야에 산노미야 - 스마우라 공원 구간에 한해서도 특급이 운행되고 있다. 이 구간에서는 통과역이 없으며, 실질적으로는 각역정차와 같은 모양새를 하고 있으나, 급행계열의 차량이 사용된다는 점에서 특급이라고 운전되고 있다. 또한 심야의 하행에는 고베 고속선에 입선하지 않는 열차도 있다.
2001년의 다이어 개정까지는 특급 운용 시에 한정해 전용 마크를 부착하고 운전하였다(다만 8000계·9000계·9300계는 제외한다).

### 구간특급
평일 아침 러시 아워 시간대에 특급이라는 이름으로 운전되는 종별로, 상행 방향으로만 설정되어 있다. 모든 열차가 오기발 우메다 행으로 운전되고 있다.
현행 다이어에서는 이름같이 연속 정차하는 구간과 통과 운전하는 구간이 있는데, 후자에서는 상위 종별인 특급과는 다른 역에 정차하는 지도리 정차도 볼 수 있다. 차량은 한신의 6량 편성 열차가 사용된다.
1981년의 다이어 개정에서 아시야 발 한 편이 설정된 것이 최초로, 그 후 고베 측의 시발역을 산노미야까지 연장하였으나, 증발이나 정차역 변경이 이루어지지는 않았다. 이 시기에는 전 구간을 통과 운전하였으며, 현재처럼 연속 정차하는 구간이 없이 한신 본선의 거의 전 구간을 주행하는 뜻으로서 구간 특급이라는 명칭이 사용되었는데, 어딘가 어울리지 않는 이름이기도 했다. 특급과는 다른 정차 패턴으로 운전되기 때문에(아시야 역에만 쌍방이 정차)특급보다도 정차역이 적은 때도 있다. 또한, 러시 아워 시간대에 운전되는 우등 열차의 혼잡으로부터, 2003년에 여성 전용 차량이 한신의 열차로서는 처음으로 설정되었으며, 다른 종별에 확대되는 일은 없이 현재도 구간특급에만 여성 전용 차량이 있다. 2009년 다이어 개정시에는 시발역이 오기로 단축되었으며, 연속정차구간 등 열차의 운행 형태에도 약간의 변화가 있었다.

### 쾌속급행
산노미야부터 본선과 한신 난바 선을 경유해서 긴테쓰 방면을 잇는 열차이다. 전 열차가 아마가사키에서 한신 난바 선으로 들어가며, 본선의 우메다 - 아마가사키 구간에서는 운행되지 않는다. 급행보다는 상위이나 특급보다는 하위의 열차로, 한신의 현행 종별중에서도 시간대에 따라 정차역이 다른 경우가 많아, 평일 오전의 하행과 저녁부터 야간의 상하행에는 역으로 동시간대를 달리는 직통특급이나 특급보다도 정차역이 한개 적다. 승객이 적은 도요일과 공휴일이나 평일 낮 시간대의 경우에는 덩차역이 수역 늘며, 속달성보다도 이용 편리성을 확보하는데 주력하고 있다. 플랫폼의 문제로, 특급 정차역인 미카케는 통과한다(도어컷은 이루어지지 않는다).
본선 내의 차량은 한신과 긴테쓰의 6량 편성 열차가 사용된다. 시간대에 따라 한신의 최선착 열차가 사용되기도 한다. 한신 난바 선이나 긴테쓰 방면으로 직통하는 열차는 최장 10량 편성이기 때문에, 아마가사키 역에서 증결과 해방 작업이 이루어지며, 이 구간에서 우메다 방면에서 발착하는 열차가 편성되기도 한다.
한신 난바 선의 개통 이전에는 통근 시간대의 직통특급을 보완하는 중장거리 우등 종별이 위치였으므로,평일 저녁의 러시 아워 시간대(17시 - 19시)에 본선에 전반적으로 급행을 대신해서 운전되는 열차의 종별로 존재했으나, 기본적으로는 우메다 - 산노미야 구간에서 운전되었다. 일부는 종일 운전되는 경우도 있어서, 등장 당초부터 니시노미야 - 산노미야 구간을 무정차로 운행했었다(우메다 행해 한한다. 장 당초에는 오기 역에 정차하는 특급을 대피하는 다이어로 운행되었다). 1998년 2월의 다이어 개정에서 낮 시간대의 배차 간격을 10분 정도로 하는 것에 따라서 우메다 - 니시노미야 구간의 급행을 치환하는 형태로 대폭 감편되어, 저녁 러시 아워 시간대 전용 종별이 되었다.

### 급행
아침 러시 아워 시간대를 제외하고 우메다 - 니시노미야 구간에 설정되어 있는 종별이다. 쾌속급행이 무코가와에 정차하는 시간대에는 우메다 - 니시노미야 구간의 열차와 우메다 - 아마가사키 구간의 열차를 상호 운전하여, 아마가사키 역에 정차하는 열차는 산노미야 발착의 쾌속급행과 이 역에서 접속된다. 휴일 야간에는 심야의 한 편을 제외하고 우메다 - 고시엔 구간을 운전한다.
2009년 3월 20일의 다이어 개정 전에는 평일의 낮 시간대나 심야 시간대에 우메다 - 니시노미야 구간(일부 우메다 - 고시엔 구간), 아침 러시 아워 시간대와 야간에는 우메다 - 산노미야 구간에서 운전되었다. 아침 러시 아워 시간대의 일부 열차는 고베 고속선과 산요 전철 본선에도 입선하였다(하행 일부 열차는 히가시스마, 스마우라 코엔까지, 상행 일부는 히가시스마, 신카이치까지 운행했다). 평일 하행 산노미야 방면의 급행은 직통특급을 쫓아 운행하는 형태로 산노미야까지 선착했다가 평일 아침 러시 아워 시간대의 상행 급행은 오기에서 구간특급과 직통특급에게, 야간의 상행 급행은 고시엔에서 직통특급을 쫓아 운행했다. 휴일에는 낮중에는 고시엔에서 직통특급을 쫓아 운행했다. 야간에는 우메다 - 고시엔 구간에만 운전했고, 니시노미야 이서로의 운용은 없었다.
2006년 10월 28일의 다이어 개정까지는 종래의 상행에 더해 하행의 모든 급행도 오이시 역에 정차하게 되었다. 또한 2001년 3월의 다이어 개정 전까지는 니시노미야 고가화 공사때문에 니시노미야에서 오리카에시(일본어: 折り返し, 역에서 열차의 방향을 바로 바꾸는 운전 형태)운행이 이루어졌고, 니시노미야 - 오기 구간에서는 회송 운전을 실시했다.
매년 8월에 이루어지는 나니와 요도가와 하나비 대회 개최 당일의 종료 시간 후의 하행 급행이 히메지마 역에 임시로 정차한다. 2009년 3월 20일의 다이어 개정까지는 아마가사키 경정장에서 이루어지는 경정 대회 개최일의 낮 시간대의 급행의 일부가 아마가사키 센터풀마에 역에 임시로 정차한다. 니시노미야 에비스 개최일에는 일부 고시엔 행 열차가 니시노미야까지 연장 운행한다.
한편, 2009년 3월 20일의 다이어 개정 전까지는 평일 이른 아침의 하행에 산노미야 시발 고베 고속선 신카이치, 산요 전철 본선 히가시스마 행 급행이 합계 5편이었다. 이 급행은 통과역이 없어 실제로는 각역정차에 가까웠으나, 종착역에서 오리카에시로 우메다 행 급행으로서 운전을 하였기 때문에 급행계 차량을 사용한 종별로서 급행이라는 이름으로 운전되었다.
2009년 3월 20일의 다이어 개정에서 니시노미야 이서의 운전이 휴지되어 운전구간은 종일 우메다 - 니시노미야로 단축되었다. 후쿠시마가 통과역이 되고 이마즈가 정차역이 되었으며 아침의 러시 아워 시간대에는 구간급행에 자리를 내주는 형태로 휴지되었다.

### 구간급행
평일 아침 러시 아워 시간대에 급행을 대신해 설정된 종뵬이다. 급행과 비교해서 후쿠시마·지부네·나루오에 정차하여 정차역이 3개가 많다. 2009년 3월 20일의 다이어 개정에 의해 후쿠시마와 지부네가 정차역으로 추가되었고, 종래의 상행뿐만 아니라 주요 시간대의 급행을 대신하는 형태로 우메다 발의 하행도 설정되었다.
구간급행의 종별 자체는 2001년 3월 10일의 다이어 개정때 휴지되었다가 2006년 10월 28일의 다이어 개정때 부활하게 되었다.
한신 난바 선 개통 직전에는 평일 아침 러시 아워 시간대에 고시엔 발 우메다 행이 8편 운전되었는데, 도중에 나루오·무코지마·아마가사키·노다에 정차하였으며, 일부를 제외하고 아마가사키에서 구간특급에, 노다에서 직통특급에 추월당하는 다이어가 설정되었다. 동시간대에 같이 주행하는 급행과는 조금 달리, 나루오에 정차하는 대신 후쿠시마를 통과하는 것과, 아침의 통금시간대에 상행 급행의 혼잡 완화와 고시엔부터의 착석 서비스를 위한, 타사의 통근급행과 비슷한 성격을 지닌 종별로 생각된 열차로서 고안되었다.

### 보통
각역에 정차하는 종별이다. 종일 원칙적으로 우메다 - 고베 고속선 구간(다만 일부 열차는 아마가사키에서 차량을 바꾸는 일도 있다)에서 운전된다. 차량은 모두 가속도가 높은 4량 1편성의 통근형 전차(제트카)가 사용된다.
2009년 3월 20일에 실시된 다이어 개정에서 2006년 10월 28일 개정시에 실시된 산요 전철 히가시스마까지 입선하는 열차가 사라졌다. 신카이치까지의 입선 운행은 존속되었다(다만 아마가사키와 이시야가와의 이른 아침에 시발하는 열차는 제외한다). 히가시스마까지의 입선이 시작된 것은 개정 전까지 운전되었던 히가시스마행 준급의 폐지에 따라 그 부분을 보완하는 목적으로 생긴 것이었다. 당시에는 산요 전철 내에 본격적으로 제트카가 입선하기 시작했다.
또한, 이른 아침이나 심야에는 도중의 아마가사키·이시야가와·산노미야·모토마치등으로부터 발착하는 보통도 있다. 1998년까지는 원칙적으로 모토마치에서 오리카에시 운전이 이루어졌으나 그 전의 1991년 다이어 개정으로부터 저녁 러시 아워 시간대에 고베 고속선에서의 오리카에시 운전이 설정된 바 있었다. 고속 고베까지 운전되는 이유는 일부 직통특급이 니시모토마치를 통과하던 것과 직통특급등의 운행 횟수의 증가로 모토마치에서의 오리카에서 시간에 여유가 없었던 것 등이나 고속 고베에서 신카이치 방면의 열차 접속등의 문제 때문이었다.

### 임시특급
임시특급은 주로 고시엔에서 봄여름의 고교 야구 대회나 프로 야구 대회가 열리는 날에 우메다 - 고시엔 구간에서 운전된다.
한신 난바 선 개통 전까지는 임시특급의 정차역은 구간특급과 같았으나, 실질적으로는 도중 무정차인 직행열차였다.
한신 난바 선의 개통 이후로 고시엔발 열차에 한해서 아마가사키 정차와 함께 한신 난바 선으로의 접속이 구상되었으나, 우메다 발 고시엔 행의 열차의 경우에는 현재도 고시엔까지 무정차로 운전되고 있다. 고시엔 발은 고시엔 구장의 관객수를 고려해 최대 4편까지 운전되는데, 한신 난바 선 방면으로의 직통열차는 운전되지 않는다. 한신 측에서는 고시엔으로 향하는 수만명의 승객을 효율적으로 분산시키기 위한 것이라고 설명했다. 한편, 한신 난바 선 개통 전부터 운전되었던 한신 버스에 의한 난바 행 직행 버스에 관해서는, 2010년까지는 운행되었으나 2011년에는 운전되지 않았다.

### 임시쾌속급행
임시쾌속급행은 통상적으로는 설정되어 있지 않으나 매년 12월에 고베 시에서 개최되는 고베 루미나리에레 맞춰 2009년 12월에 처음으로 설정되었다. 개최중의 토요일과 일요일 4일간의 야간에 산노미야 → 나라 구간에서 운전되었으며, 2009년에는 1편, 2010년과 2011년에는 2편이 설정되었다. 정차역은 토요일과 공휴일의 정기열차인 쾌속급행과 동일하다.
2011년 4월 18일에는 산노미야 발 덴리 행 임시쾌속급행이 운전되었는데, 이 열차가 처음으로 한신으로부터 긴테쓰로 직통하는 임시열차였다. 이 열차는 8시 50분경에 산노미야에 도착하는 정기 쾌속급행을 오리카에시 한 것으로, 통상은 그 이후 회송되는 열차이나 이 날에는 승객을 취급하였는데, 열차측에서는 청색으로 ' 쾌급  덴 리'라는 설정이 없었기 때문에 ' 쾌속급행 '(행선지는 표시하지 않았다)이라고 표시한 후 정면에 오사카난바 경유 덴리 행이라는 헤드마크를 부착해서 운행했다. 역의 안내표시에서는 ' 쾌속급행  난 바'라고 표시되었으며, '난바부터 임시급행 덴리 행입니다'라고 안내하였다.

### 임시급행
임시급행은 임시특급과 같이 주로 고시엔 구장에서의 이벤트가 개최될 때나 고베 루미나리에 개최시나 도오카 에비스라 불리는 다객기에 우메다 - 산노미야 구간이나 우메다 - 니시노미야 구간에서 운전된다. 기본적으로는 정기로 니시노미야가 아닌 고시엔에서 발착하는 급행을 산노미야 발착 또는 니시노미야 발착으로 연장한 구간에서 임시급행이 운전되나, 돌발적으로 아마가사키 - 고시엔 구간의 회송열차를 영업열차로 바꾸어 고시엔 → 아마가사키 구간에서 임시급행으로서 운전시키기도 한다.
산노미야 발착에 관해서는, 2009년 3월의 다이어 개정 전까지는 우메다 - 산노미야 구간에서 정기운행되던 급행의 정차역으로부터 오이시 역을 더하여(니시노미야 이서로는 아시야·오기·미카게·이와야)운전하였으나, 이 개정으로 니시노미야 이서에서의 급행의 정기 운행이 사라졌기 때문에 현재는 우메다 - 니시노미야 구간에서는 정기 급행이, 니시노미야 - 산노미야 구간에서는 정기 특급의 정차역(아시야·우오자키·미카케)에 정차하는 형태로 운전되고 있다. 산노미야 발은 니시노미야 또는 고시엔(정기운행시의 시발역)도착 직전에 열차의 행선 안내기는 지금까지의 '임급(일본어: 臨急, 임시급행이라는 뜻) 우메다'로부터 '급행 우메다'로 변경한다.
토요일과 공휴일의 저녁에는 정기로는 우메다 - 아마가사키 구간에서 운전되는 급행(아마가사키에서 쾌속급행과 접속)은 아마가사키 역 구내의 인상선에서 오리카에시를 해, 회송열차로서 고시엔까지 보내진 후 이역 구내의 인상선에서 오리카에시를 한다. 한신 고시엔 구장에서 행사가 열리는 날에는 인상선에서 오리카에시를 하는 회송 열차중 일부를 승객을 취급하여 아마가사키까지 임시급행으로서 운전시킨다(아래의 사진 참조). 이 임시급행은 아마가사키부터 정기 급행으로서 운용되는데, 고시엔 → 아마가사키 구간은 원래의 회송열차 스케줄을 이용하기 때문에 무코가와 역을 통과한다. 또한, 아마가사키 도착 직전에는 열차의 방향 표시기를 지금까지의 '임급 우메다'로부터 '급행 우메다'로 바꾼다.

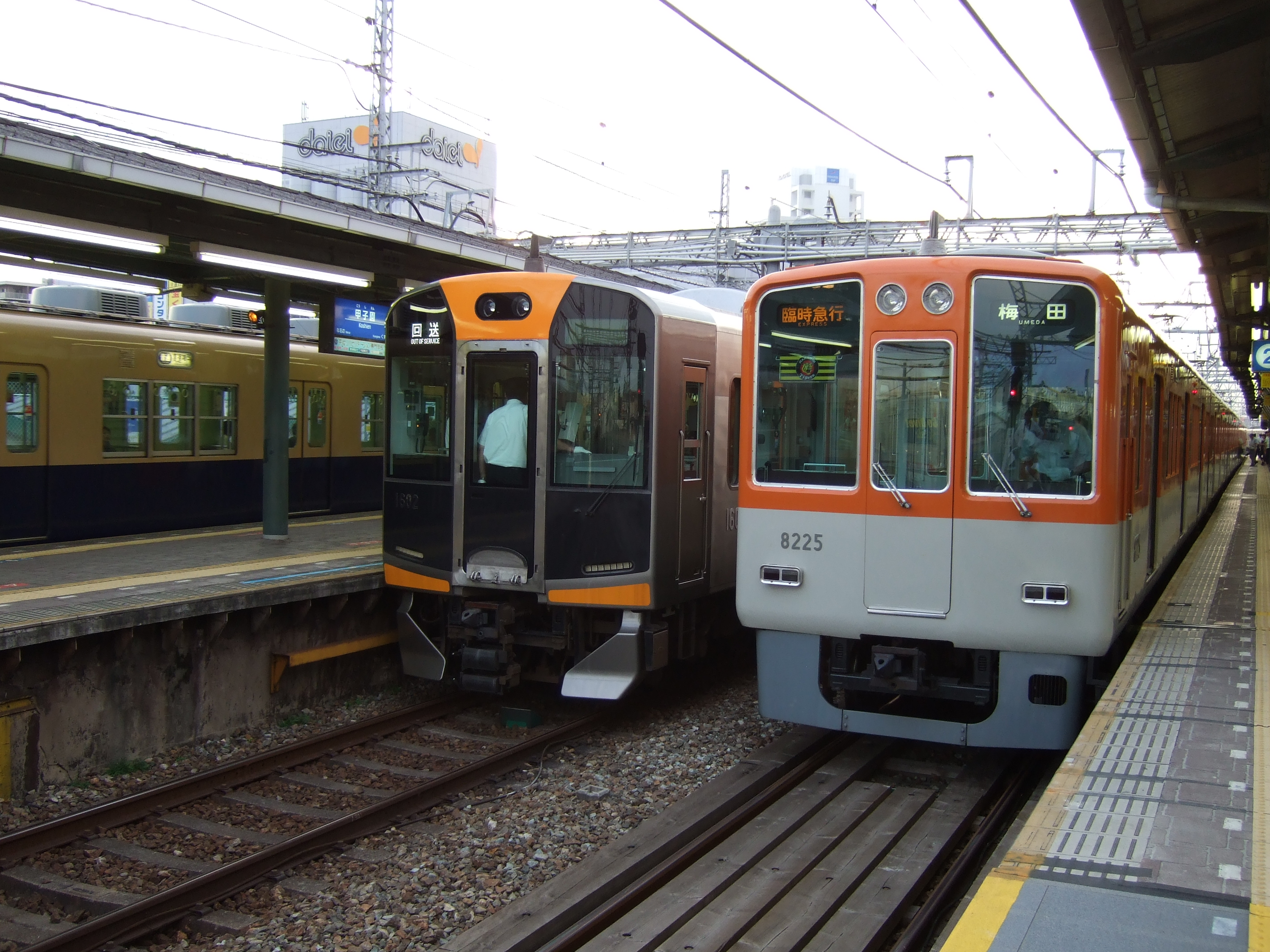
고시엔에서 발차를 기다리는 임시급행 우메다 행 열차
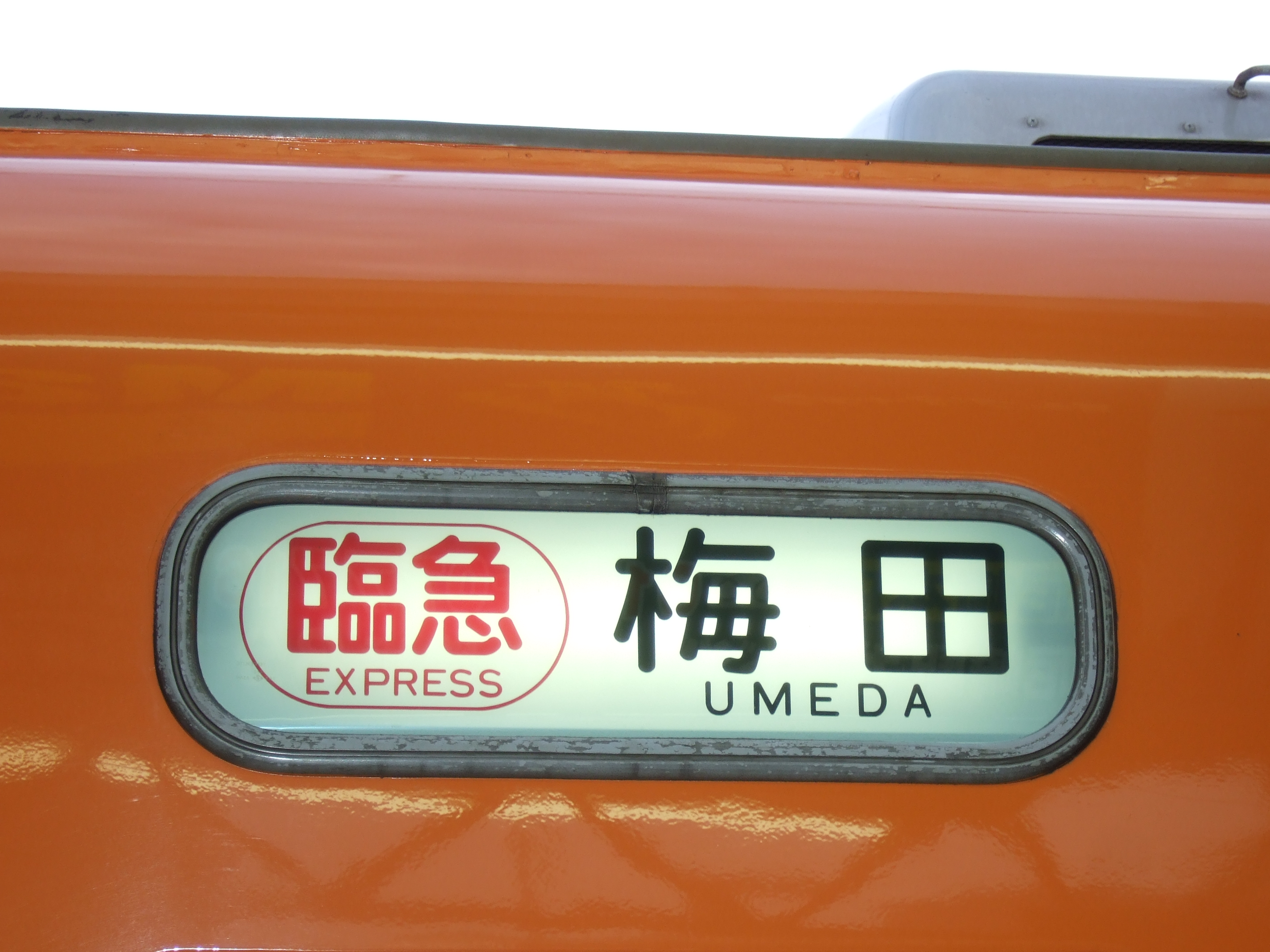
같은 열차의 차체 측면의 행선 표시기(고시엔 역)
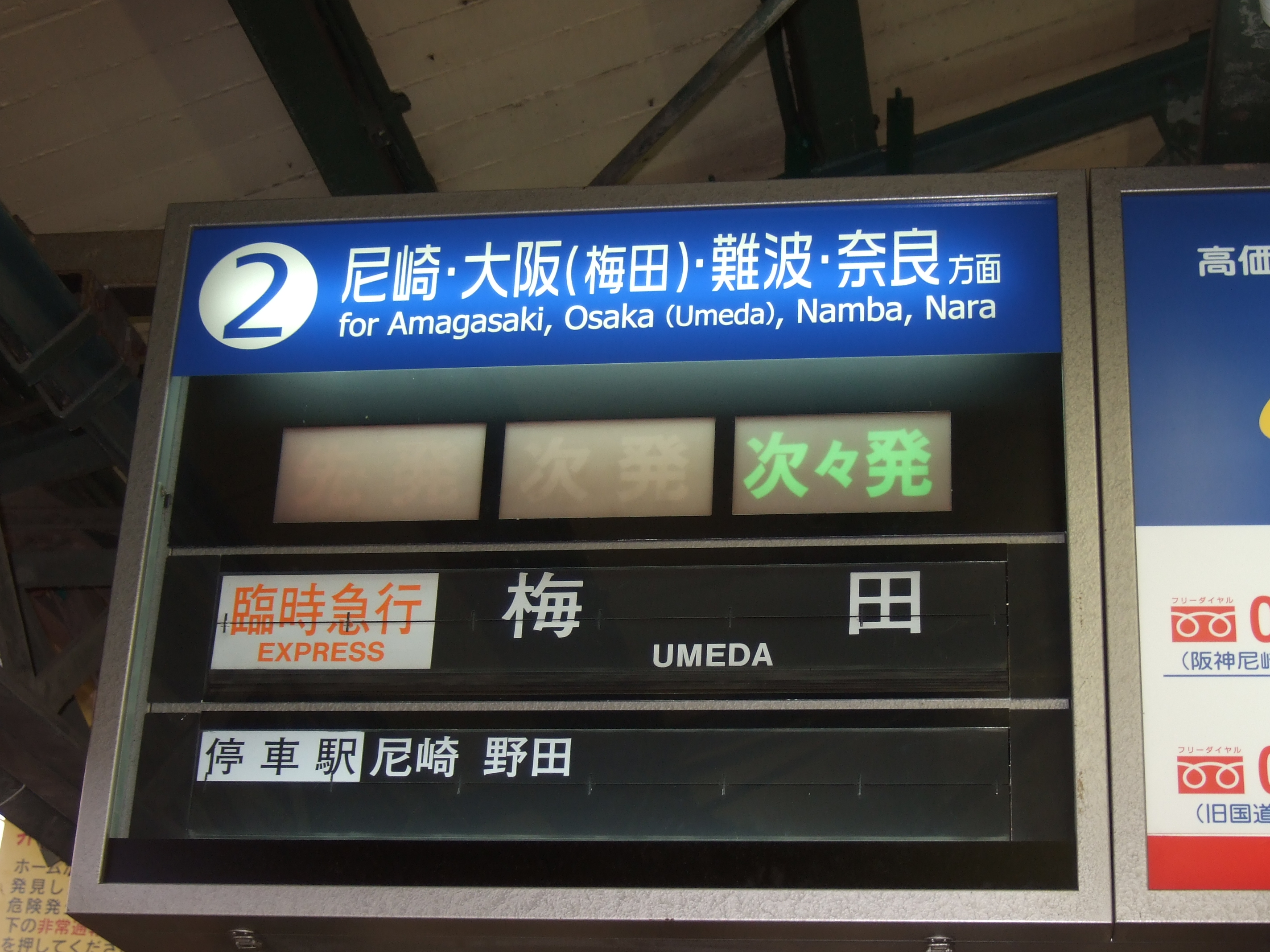
같은 열차의 발차 전의 고시엔 역 2번 플랫폼에서 촬영한 열차 안내기. 무코가와 역을 통과한다.
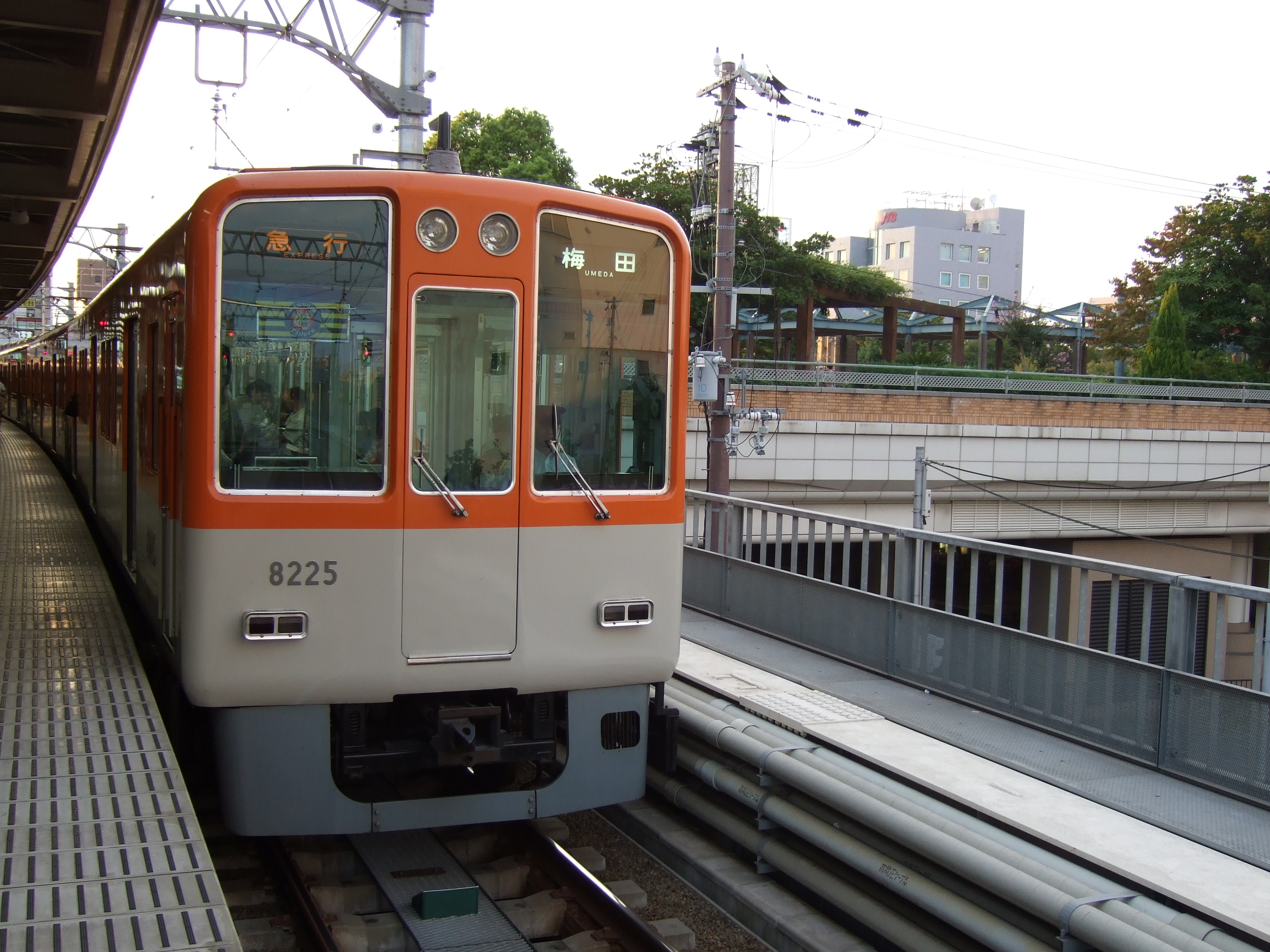
아마가사키 도착 후의 이 열차는 급행 우메다 행이 된다.
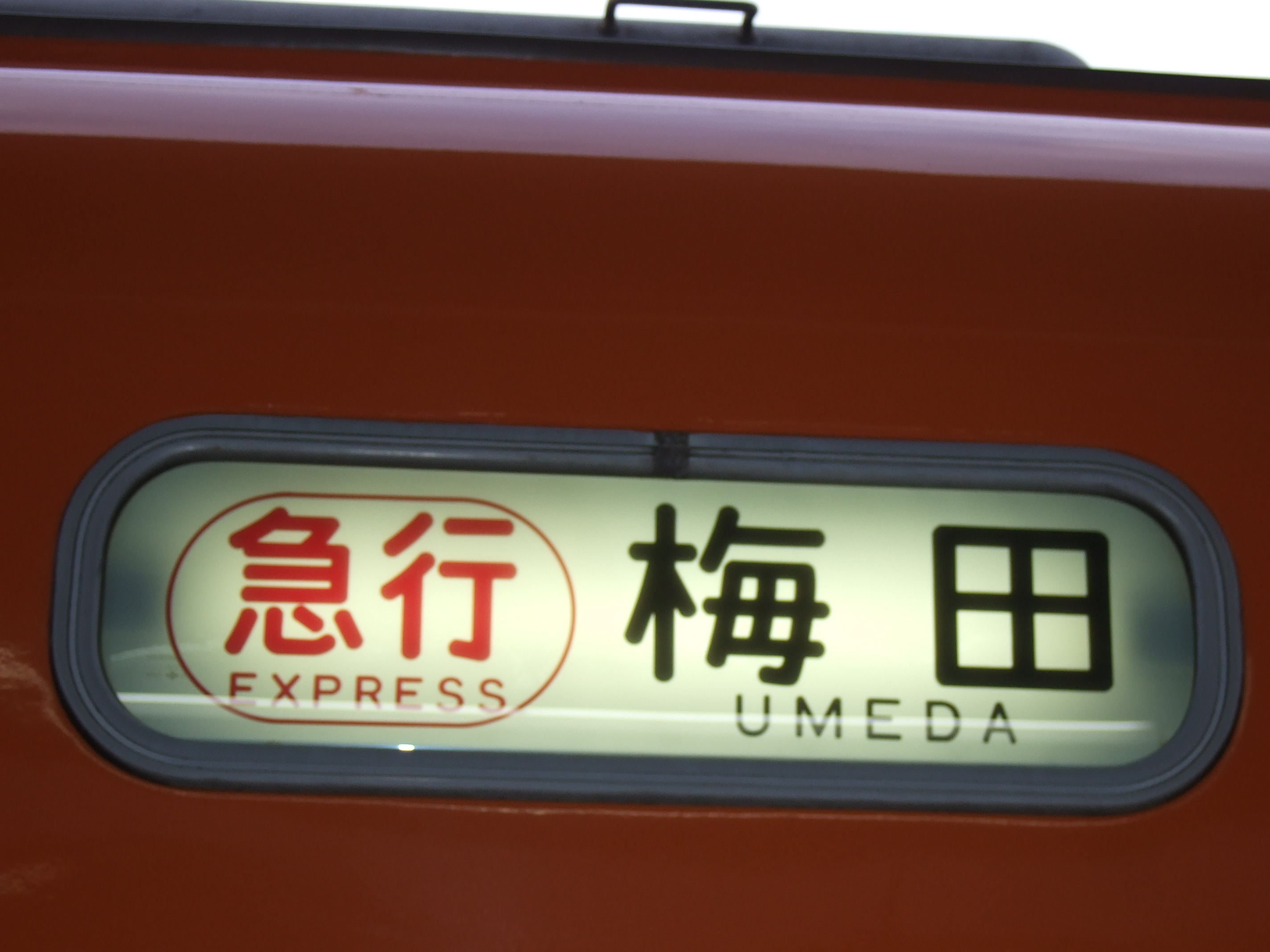
같은 열차의 차체 측면의 행선 표시기가 '급행 우메다'로 바뀌었다(아마가사키 역).

### 준급 (휴지중)
준급은 2009년 3월 20일의 개정에 의해 본선에서 운행이 휴지된 종별이다.
휴지 직전에는 평일의 아침 러시 아워 시간대에 운행되는 종별이었다. 아침 러시 아워 시간대에는 주로 하행은 우메다 발 아마가사키 또는 고시엔 행이었으며, 상행은 이시야가와·미카게·니시노미야·고시엔 발 우메다 행으로 운전되었으며, 저녁 러시 아워 시간대에는 우메다 - 아마가사키 또는 고시엔 구간에서 운전되었다.
우등열차라기보다는, 보통용 차량과 비교되는 가속성능을 갖춘 급행용 열차를 사용하여, 아침 러시 아워 시간대에는 보통을 보완하는 성격이었기 때문에 정차역이 많았다. 두 역 이상을 연속하여 통과하는 구간은 전무했다.
2006년 10월 28일의 다이어 개정에 의해 상행 준급이 우치데에 정차하게 되었고, 고로엔을 통과하게 되었다(우치데의 플랫폼이 연장되어 6량 편성 열차에 대응할 수 있게 되었고, 고로엔에 구간특급이 정차하고 있기 때문이었다). 또한, 이 개정 전에는 최장으로 산요 전철 본선 히가시스마까지 운전되기도 한 하행 준급은, 전부 아마가사키와 고시엔까지의 운전으로 축소되었다.
2009년 3월 20일의 한신 난바 선 개통에 따른 개정에서 준급은 한신에서는 한신 난바 선- 긴테쓰 나라 선 구간의 상호 직통열차로 한정하는 용도로 사용되기로 하였으나, 본선에 의한 준급은 사라졌다(동시에 한신 난바 선에도 구간준급이 등장해 준급이 정차하는 후카에·우치데·이마즈에는 구간특급이 정차하게 되었다0.
한편, 1980년대까지는 휴일의 낮 시간대에 우메다 - 고시엔(일부는 아마가사키까지 운전)구간에 설정되어 있었다. 이것은 '비정기 열차'로서의 운전이었으며, 동계(12월 - 2월)에는 운휴했다.

## 역사
- 1905년
  - 4월 12일 : 데이리바시 - 고베 구간(초기에는 고베쿠모이도리로 안내되었다. 현재의 산노미야 역)이 개통되었다.
  - 5월 23일 : 데야시키 - 무코가와(아마가사키 센터풀마에는 당시 미개통)구간의 요모가와 역이 폐지되었다.
  - 7월 10일 : 신이쿠타카와 - 고베 구간의 아사히도리 역이 폐지되었다.
- 1906년 12월 21일 : 우메다 - 데이리바시 구간이 연장 개통되었다. 오사카 측의 기점이 우메다 역이 되었다.
- 1907년
  - 2월 20일 : 니시노미야 - 우치데 구간(고로엔 역은 당시 미개업)의 에비스 역이 폐지되었다.
  - 4월 1일 : 니시노미야 - 우치데 구간에 고로엔 역이 개업하였다.
- 1908년
  - 이 노선을 노래한 한신 전차 창가가 작곡되었다.
  - 11월 27일 : 이와야 - 가스가노미치 구간에 와키하마 역이 개업하였다.
- 1912년 11월 1일 : 고베 측의 종점이 구모이도리(산노미야)로부터 가노초(다키미치)까지 연장되었다. 가노초(다키미치)에 새로운 고베 역이 설치되었고, 종래의 고베 역(고베쿠모이도리)는 산노미야 역으로 개칭되었다. 고베 역은 시덴의 전차명을 따라 다키미치라 불리는 경우가 많았다.
- 1921년 1월 5일 : 오와다 역과 쓰쿠다 역을 합쳐 지부네 역으로 개업하였다.
- 1924년 8월 1일 : 나루오 - 이마즈(현재의 구스가와)구간에 임시역으로 고시엔 역이 개업하였다.
- 1925년 5월 30일 : 히에지마 역을 히메지마 역으로 개칭하였다.
- 1926년
  - 7월 16일 : 고시엔 역이 임시역에서 일반역으로 승격되었다.
  - 12월 19일 : 이마즈 역(초대)를 구스가와 역으로 개칭하고, 구스가와 - 니시노미야히가시구치 역 구간에 한큐 전철 이마즈 선에 접속하는 역으로 이마즈 역(2대)이 개업하였다.
- 1927년 7월 1일 : 한신 고쿠도 전궤(후의 한신 전기 철도 고쿠도 선. 1975년 폐지)의 개통에 따라 본선의 오이시 - 이와야 구간에 고쿠도 전궤의 접속역으로 니시나다 역이 개업하였다.
- 1929년 7월 27일 : 도묘 - 오이시 구간에 (구)신자이케 역이 폐지되었다. 미카게 역은 고가화로 이전되었다.
- 1930년 2월 11일 : 도묘 역을 (신)신자이케 역으로 개칭하였다.
- 1933년 6월 17일 : 고베 측의 지하 신선(이와야 - 고베 구간)이 개통하였다. 이와야 이서를 지하선으로서의 이와야 - 산노미야 - 고베(다키미치)역 구간의 지상선의 영업이 폐지되었다. 쇼센 산노미야 부근의 지하에 새로운 고베 측 종점인 고베 역이 설치되었다.
- 1934년 5월 1일 : 이와야 - 고베 구간에 가스가노미치 역이 개업하였다(한편 지하 신선 개통 이전의 구선에도 같은 이름의 역이 존재했다).
- 1936년 3월 28일 : 고베 측 종점을 모토마치까지 연장하였다. 동시에 고베 역을 산노미야 역으로 개칭하였다.
- 1939년 3월 21일 : 우메다 역이 지하화되어 노선이 0.3km 연장되었다.
- 1945년
  - 후쿠시마 역이 휴지되었다.
  - 3월 28일 : 전화(戰禍)에 의해 산노미야 - 모토마치 구간의 영업이 폐지되었다.
  - 11월 3일 : 산노미야- 모토마치 구간의 영업이 재개되었다.
- 1948년 10월 26일 : 후쿠시마 역의 영업이 재개되었다. 우메다 - 후쿠시마 구간의 데이리바시 역이 폐지되었다.
- 1952년 9월 14일 : 데야시키 - 무코가와 구간에 임시역으로 아마가사키 센터풀마에 역이 개업하였다.
- 1963년 12월 1일 : 아마가사키 센터풀마에 역이 임시역에서 일반역으로 승격되었다.
- 1965년 9월 : 니시오사카 선에 직통하는 니시오사카 선 특급을 모토마치 - 니시쿠조 구간에서 운전 개시했다.
- 1967년
  - 7월 2일 : 이시야가와 - 니시나다 구간의 고가화 공사가 완료되었다. 오이시 역이 이전되었다.
  - 11월 12일 : 가선전압을 600V에서 1500V로 상승시켰다.
- 1968년 4월 7일 : 고베 고속 철도와 산요 전기 철도와의 상호 직통 운전이 개시되었다. 니시오사카 선 특급의 고베 측 발착을 모토마치에서 산노미야로 변경하였다.
- 1974년 12월 1일 : 니시오사카 선 특급을 이용 저조로 인해 폐지하였다.
- 1977년 12월 27일 : 전 노선을 궤도법에 기초한 궤도로부터 지방철도법에 기초한 철도로 변경하였다.
- 1993년 9월 5일 : 우메다 - 노다 구간을 지하 신선으로 대체하였다. 후쿠시마 역이 지자화되었다.
- 1995년
  - 1월 17일 : 한신·아와지 대지진으로 인해 본선이 전 구간 불통 상태가 되었다.
  - 1월 18일 : 우메다 - 고시엔 구간이 복구로 개통되었다.
  - 1월 26일 : 고시엔 - 오기 구간이 복구로 개통되었다.
  - 2월 1일 : 산노미야 - 모토마치 구간이 복구로 개통되었다(운전 구간은 고속 고베까지였다).
  - 2월 7일 : 지진으로 미카게 역에서 탈선한 열차를 아마가사키 차고로 회송하는 중, 아마가사키 역 구내의 분기기에서 12량 중 앞에서부터 6호차부터 9호차까지의 4량이 탈선하였다. 시발 열차로부터 정오까지 전 구간이 대폭 운휴했다.
    - 사고 열차는 미카게 역 구내에서 지진으로 인해 피해를 입은 8000계 6량 편성 두 편성을 연결한 12량으로, 두 편성중 피해에 의해 자력주행이 불가능했던 6량(8219F)를 앞의 6량(8215F)에 연결하여 당일 미명의 미카게에서 수리를 위해 아마가사키 차고까지 10km/h로 회송할 예정이었으나, 후방의 고장 열차의 대차의 공기가 빠지는 사고가 일어나 제동장치를 사용할 수 없게 되었다. 그 때문에 분기기 통과중에 고장 차량이 이상 동요를 일으켜 탈선하였다. 결국 후부 차량은 크레인트로 철거되었고, 정오 10시까지 전차의 출고가 이루어지지 못했다.

  - 2월 11일 : 오기 - 미카게 구간이 복구로 개통되었다.
  - 2월 20일 : 이와야 - 산노미야 구간이 복구로 개통되었다.
  - 3월 1일 : 니시나다 - 이와야 구간이 복구로 개통되었다.
  - 6월 26일 : 미카게 - 니시나다 구간이 복구되어 전 구간이 개통되었다.
    - 다만, 이 단계에서는 고베 고속 철도와 산요 전기 철도가 전 구간이 복구되지 않은 상황이라 산요의 차량이 세 편성 정도가 신카이치 이동에서 옴작달싹 못하고 이었다. 이들 차량은 고베 고속 철도 도자이 선의 고소쿠나가타 - 신카이치 구간이 복구된 9월 13일까지 오이시·롯코(한큐 고베 본선) - 신카이치 구간의 운전에 충당되었다.
- 1996년 3월 20일 : 이시야가와 차고가 재건되어 전 구간이 완전 복구되었다.
- 1998년 2월 15일 : 우메다 - 산요 히메지 구간에 직통특급 히메지 하리나와 오사카 라이너의 운전이 개시되었다. 낮 시간대의 쾌속급행이 우메다 - 니시노미야 구간(토요일과 공휴일에는 고시엔)에서 급행으로 대체되어 운행하였다.
- 2001년
  - 3월 3일 : 전후에 약자표기된 고로엔 역(일본어: 香枦園駅)에서 구자체를 사용한 고로엔 역(일본어: 香櫨園駅)으로 개칭하였다. 니시노미야 역을 200m 동쪽(우메다 방향)으로 이설한것 및 고가화에 따라서 이마즈 - 니시노미야 구간의 니시노미야히가시구치 역을 폐지하였다.
  - 3월 10일 : 니시노미야 역의 고가화 공사가 완료되었다. 직통특급을 아마가사키와 우오자키에 종일 정차시키고 낮 시간대에는 니시모토마치와 다이카이에도 정차하는 열차를 신설하였다. 구간급행이 폐지되었다.
- 2006년 10월 28일 : 하행 준급의 고시엔 이서 운전을 폐지하고 구간급행을 부활시켰다. 산요 히메지 행의 직통특급의 최종편의 발차 시각을 23:00로 하는 것 등 다이어 개정이 이루어졌다.
- 2009년 3월 20일 : 한신 난바 선(구 니시오사카 선)니시쿠조 - 오사카난바 구간의 개통에 따라 본선과 한신 난바 선·긴테쓰 난바 선·나라 선에 직통하는 열차의 운전을 개시했다. 동시에 본선의 쾌속급행의 우메다 - 아마가사키 구간에서 운전하던 것과 급행의 니시노미야 - 산노미야 구간의 운전을 휴지하고, 쾌속급행은 한신 난바 선 직통용 열차로 하였다. 또한 준급의 운전을 한신 난바 선 내에서의 운전에만 한정하고 본선에서의 운전을 휴지하였다.

## 역 목록
- #표시가 된 역은 대피 가능역이다.
- 열차 종별 정차역은 #운행 형태 참조.

| 역명                        | 일본어 역명          | 접속 노선 | 역간 거리 | 누적 거리      | 소재지       | 소재지       | 소재지       |
| --------------------------- | -------------------- | --- | --------- | -------------- | ------------ | ------------ | ------------ |
| 오사카 우메다               | 梅田                 | 한큐 전철 교토 본선·다카라즈카 본선·고베 본선 오사카 시 교통국 지하철 미도스지 선 도카이도 본선(JR 교토 선·JR 고베 선)·JR 다카라즈카 선·오사카 순환선(오사카역) JR 도자이 선(기타신치역) 오사카 시 교통국 지하철 다니마치 선(히가시우메다 역) 오사카 시 교통국 지하철 요쓰바시 선(니시우메다 역) | 0.0       | 0.0            | 오사카부     | 오사카시     | 기타구       |
| 후쿠시마                    | 福島                 | 오사카 환상선·JR 도자이 선(신후쿠시마역) 게이한 전기 철도 나카노시마 선(나카노시마 역) | 1.1       | 1.1            | 오사카부     | 오사카시     | 후쿠시마구   |
| 노다#                       | 野田                 | 오사카 시 교통국 지하철 센니치마에 선(노다한신 역) JR 도자이 선(에비에역) | 1.2       | 2.3            | 오사카부     | 오사카시     | 후쿠시마구   |
| 요도가와                    | 淀川                 | | 1.0       | 3.3            | 오사카부     | 오사카시     | 후쿠시마구   |
| 히메지마                    | 姫島                 | 1.1 | 4.4       | 니시요도가와구 | 오사카부     | 오사카시     |              |
| 지부네#                     | 千船                 | 1.5 | 5.9       | 니시요도가와구 | 오사카부     | 오사카시     |              |
| 구이세                      | 杭瀬                 | 0.9 | 6.8       | 효고현         | 아마가사키시 | 아마가사키시 |              |
| 다이모쓰                    | 大物                 | 한신 난바 선 | 1.2       | 효고현         | 아마가사키시 | 아마가사키시 | 8.0          |
| 아마가사키#                 | 尼崎                 | 한신 난바 선 | 0.9       | 효고현         | 아마가사키시 | 아마가사키시 | 8.9          |
| 데야시키                    | 出屋數               | | 1.2       | 효고현         | 아마가사키시 | 아마가사키시 | 10.1         |
| 아마가사키 센터풀마에#      | 尼崎センタープール前 | 0.7 | 10.8      | 효고현         | 아마가사키시 | 아마가사키시 |              |
| 무코가와                    | 武庫川               | 한신 전기 철도 무코가와 선 | 1.2       | 효고현         | 아마가사키시 | 아마가사키시 | 12.0         |
| 무코가와 신호장             | 武庫川信号場         | | -         | 효고현         | -            | 니시노미야시 | 니시노미야시 |
| 나루오·무코가와조시다이마에 | 鳴尾                 | 1.2 | 13.2      | 효고현         |              | 니시노미야시 | 니시노미야시 |
| 고시엔#                     | 甲子園               | 0.9 | 14.1      | 효고현         |              | 니시노미야시 | 니시노미야시 |
| 구스가와                    | 久寿川               | 0.7 | 14.8      | 효고현         |              | 니시노미야시 | 니시노미야시 |
| 이마즈                      | 今津                 | 한큐 전철 이마즈 선 | 0.6       | 효고현         | 15.4         | 니시노미야시 | 니시노미야시 |
| 니시노미야#                 | 西宮                 | | 1.3       | 효고현         | 16.7         | 니시노미야시 | 니시노미야시 |
| 고로엔                      | 香櫨園               | 1.1 | 17.8      | 효고현         |              | 니시노미야시 | 니시노미야시 |
| 호리키리 신호장             | 堀切信号場           | - | -         | 효고현         |              | 니시노미야시 | 니시노미야시 |
| 우치데                      | 打出                 | 1.2 | 19.0      | 효고현         | 아시야시     | 아시야시     |              |
| 아시야                      | 芦屋                 | 1.2 | 20.2      | 효고현         | 아시야시     | 아시야시     |              |
| 후카에                      | 深江                 | 1.3 | 21.5      | 효고현         | 고베시       | 히가시나다구 |              |
| 오기#                       | 靑木                 | 1.1 | 22.6      | 효고현         | 고베시       | 히가시나다구 |              |
| 우오자키                    | 魚崎                 | 고베 신교통 롯코 아일랜드 선 | 1.2       | 효고현         | 고베시       | 히가시나다구 | 23.8         |
| 스미요시                    | 住吉                 | | 0.8       | 효고현         | 고베시       | 히가시나다구 | 24.6         |
| 미카게#                     | 御影                 | 0.5 | 25.1      | 효고현         | 고베시       | 히가시나다구 |              |
| 이시야가와                  | 石屋川               | 0.6 | 25.7      | 효고현         | 고베시       | 히가시나다구 |              |
| 신자이케                    | 新在家               | 0.9 | 26.6      | 효고현         | 고베시       | 나다구       |              |
| 오이시#                     | 大石                 | 1.0 | 27.6      | 효고현         | 고베시       | 나다구       |              |
| 니시나다                    | 西灘                 | 0.6 | 28.2      | 효고현         | 고베시       | 나다구       |              |
| 이와야                      | 岩屋                 | 0.6 | 28.8      | 효고현         | 고베시       | 나다구       |              |
| 가스가노미치                | 春日野道             | 1.1 | 29.9      | 효고현         | 고베시       | 주오구       |              |
| 산노미야                    | 三宮                 | 도카이도 본선(JR 고베 선) 한큐 전철 고베 본선 고베 신교통 포트 아일랜드 선 고베 시 교통국 지하철 세이신·야마테 선 고베 시 교통국 지하철 가이간 선(산노미야·하나도케이구치 역) | 1.3       | 효고현         | 고베시       | 주오구       | 31.2         |
| 모토마치                    | 元町                 | 고베 고속 철도 도자이 선(직결 운행) 도카이도 본선(JR 고베 선) | 0.9       | 효고현         | 고베시       | 주오구       | 32.1         |

## 같이 보기
- 일본의 철도 노선 목록
- 한신 전기 철도 고쿠도 선(1927년부터 1975년까지 존재했던 병행 노선)
  - 한신 고쿠도 전궤
- 한큐 전철 고베 본선(병행하는 경쟁 노선)
- JR 고베 선(상동)